# Palma del Río (stacja kolejowa)
Palma del Río (hiszp: Estación de Palma del Río) – stacja kolejowa w miejscowości Palma del Río, w prowincji Kordoba we wspólnocie autonomicznej Andaluzja, w Hiszpanii. Stacja obsługuje pociągi średniego dystansu. Posiada również zaplecze towarowe.

## Położenie
Stacja znajduje się w km 492,8 linii Alcázar de San Juan – Kadyks, na wysokości 63 m n.p.m., pomiędzy stacjami Posadas i Peñaflor. Jest to linia zelektryfikowana i jednotorowa.

## Historia
Stacja została otwarta 5 marca 1859 wraz z odcinkiem Lora del Río-Kordoba linii Sewilla – Kordoba.2 Prace i początkowa koncesja były prowadzone przez Compañía del Ferrocarril de Sevilla a Córdoba, która powstała w tym celu. W 1875 roku wykupiona została przez MZA, by połączyć się z linią Madryt-Kordoba. W 1941 roku w wyniku nacjonalizacji kolei w Hiszpanii stała się częścią nowo utworzonego RENFE.

## Linie kolejowe
- Alcázar de San Juan – Kadyks

## Połączenia
| Linia MD | Pociągi | Z / Do        | Do / Z       |
| -------- | ------- | ------------- | ------------ |
| 66       | MD      | Sevilla Cádiz | Jaén Córdoba |